# Plecia dimidiata
Plecia dimidiata är en tvåvingeart som beskrevs av Macquart 1846. Plecia dimidiata ingår i släktet Plecia och familjen hårmyggor. Inga underarter finns listade i Catalogue of Life.